# Krijn van Dijke

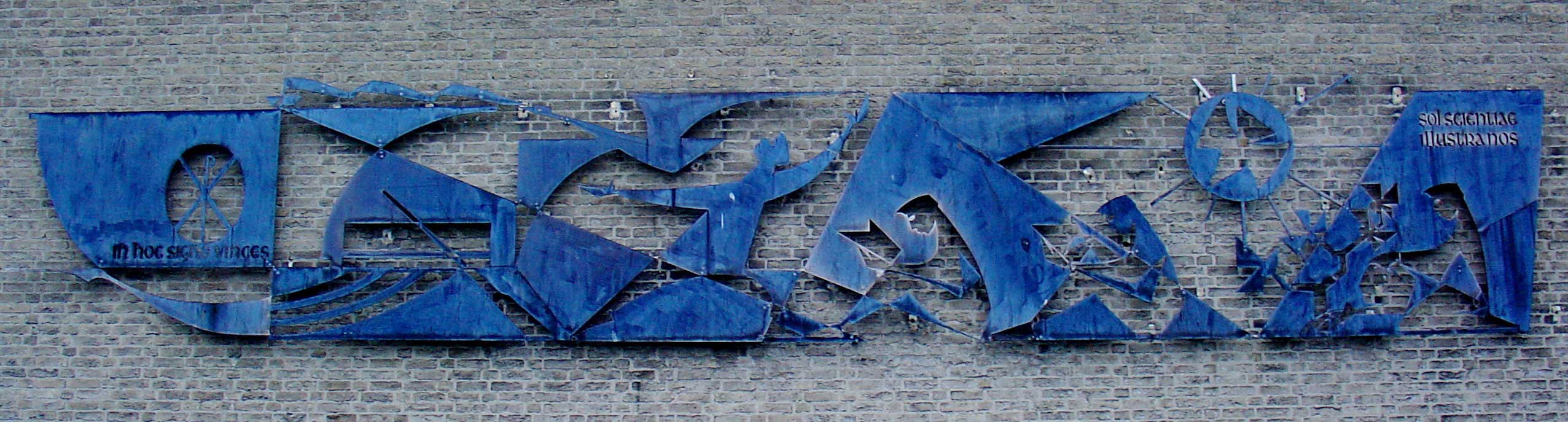
Zonder titel (1961), Gouda

 Krijn van Dijke (Rotterdam, 13 september 1910 - Ede, 31 oktober 1980) was een Nederlands beeldend kunstenaar.

## Leven en werk
Van Dijke volgde de opleiding aan de Academie voor Beeldende Kunsten te Rotterdam. Hij was actief in diverse disciplines van de beeldende kunst, onder meer in de architectuur, de beeldhouwkunst, het schilderen, het tekenen, de keramiek en het grafisch ontwerpen. Na zijn studie was hij achtereenvolgens werkzaam als beeldend kunstenaar in Rotterdam, Amersfoort en Ede. Hij was lid van het Amersfoortse Kunstenaars Genootschap De Ploegh. Zijn werk is op meerdere plaatsen in Nederland geëxposeerd en op Curaçao. Naast zijn werk als uitvoerend kunstenaar was van Dijke als docent verbonden aan de Academie Artibus en aan het Instituut voor Beeldende Expressie te Amersfoort.
Voor een school in Gouda maakte hij een reliëf (zie afbeelding) met christelijke symboliek, waarop de teksten zijn aangebracht In hoc signo vinces (In dit teken zult gij overwinnen) en Sol scientiae illustra nos (Zon van de wetenschap verlicht ons).